# Alain Chamfort (album)
Albums de Alain Chamfort
Elles et lui
(2012) Le Désordre des choses
(2018)
Singles
1. Joy
Sortie : 9 mars 2015

Alain Chamfort est le quatorzième album studio, et le treizième album studio de compositions originales, d'Alain Chamfort, sorti le 13 avril 2015.

## Sortie et accueil
Pour Olivier Nuc du Figaro, Alain Chamfort s'impose comme le « meilleur disque depuis de longues années » et le « plus abouti » de l'artiste, notant « plusieurs clins d'œil à la carrière » du chanteur, comme pour Joy, qui « sonne ainsi comme la petite cousine de Manureva » et qu'il signe « quelques-unes de ses plus belles mélodies, sur une palette d'inspiration variée ». L'album connaît un accueil public mesuré avec 15 000 exemplaires vendus.

## Liste des chansons
| No  | Titre                                      | Paroles        | Musique                       | Durée |
| --- | ------------------------------------------ | -------------- | ----------------------------- | ----- |
| 1.  | Deux poignards bleus                       | Jacques Duvall | Alain Chamfort                | 5:00  |
| 2.  | Ensemble                                   | Jacques Duvall | Alain Chamfort                | 3:16  |
| 3.  | L’amour n’est pas un sport individuel      | Jacques Duvall | Alain Chamfort                | 3:34  |
| 4.  | Joy                                        | Jacques Duvall | Alain Chamfort                | 3:36  |
| 5.  | Argentine                                  | Jacques Duvall | Alain Chamfort                | 3:34  |
| 6.  | On meurt                                   | Jacques Duvall | Alain Chamfort                | 3:43  |
| 7.  | Concours de circonstances                  | Jacques Duvall | Alain Chamfort                | 2:36  |
| 8.  | Jamais je t’aime                           | Jacques Duvall | Alain Chamfort, Frédéric Lo   | 3:44  |
| 9.  | Puis-je vous offrir?                       | Jacques Duvall | Alain Chamfort, Benoit Courti | 3:19  |
| 10. | Où es-tu? (en duo avec Charlotte Rampling) | Jacques Duvall | Alain Chamfort, Frédéric Lo   | 3:02  |
| 11. | Le diable est une blonde                   | Jacques Duvall | Alain Chamfort                | 3:53  |

## Classement
| Classement (2015)            | Meilleure position |
| ---------------------------- | ------------------ |
| Belgique (Wallonie Ultratop) | 12                 |
| France (SNEP)                | 16                 |